# Closer (Tegan and Sara-låt)
"Closer" är en låt av den kanadensiska popduon Tegan and Sara, utgiven som den första singeln från deras sjunde album Heartthrob den 21 september 2012. Låten skrevs av Tegan and Sara tillsammans med producenten Greg Kurstin. Det var gruppens första låt på Billboard Hot 100, där den nådde plats 90. "Closer" vann pris för årets singel vid 2014 års Juno Awards.

## Bakgrund
Om låten har Tegan sagt att "Även om jag kan tänka mig att det här skulle vara en okej låt att hångla till så var tanken att bara skriva något gulligt som påminde lyssnaren om en tid före komplicerade förhållanden, drama och hjärtesorg. Jag skrev om min ungdom, en tid då vi närmade varandra genom armkrok och att gå ner för skolkorridoren, eller pratade i telefon hela natten om varenda tanke eller upplevelse vi någonsin haft. Det handlade inte ens nödvändigtvis om att bli ihop eller att erkänna sina känslor på den tiden. Det var faktiskt sällan det hände. Det var förväntningen om att något kanske skulle hända som var det spännande och tillfredsställande. Vi närmade varandra ständigt men ändå fick vi sällan kroppskontakt, om någonsin. Dessa förhållanden existerade i ett tillstånd av sexuell och fysisk tvetydighet."

## Musikvideo
Musikvideon regisserades av Isaac Rentz och hade premiär online den 29 november 2012 på Tegan and Saras Youtubekanal.

## Låtlista
Digital Remix-EP
1. "Closer" (Sultan & Ned Shepard Remix) – 	5:53
2. "Closer" (Morgan Page's Talk Is Cheap Remix) – 	3:30
3. "Closer" (Until the Ribbon Breaks Remix) – 	4:54
4. "Closer" (The Knocks Remix) – 	4:34
5. "Closer" (Bradley Hale Remix) – 	4:30
6. "Closer" (Yeasayer Remix) – 	3:44

## Listplaceringar
| Lista (2013)                         | Högsta position |
| ------------------------------------ | --------------- |
| Kanada (Canadian Hot 100)            | 13              |
| Kanada AC (Billboard)                | 7               |
| Kanada CHR/Top 40 (Billboard)        | 11              |
| Kanada Hot AC (Billboard)            | 8               |
| Ukraina (FDR Charts)                 | 18              |
| USA Billboard Hot 100                | 90              |
| USA Hot Rock Songs (Billboard)       | 16              |
| USA Rock Airplay (Billboard)         | 39              |
| USA Adult Top 40 (Billboard)         | 30              |
| USA Alternative Songs (Billboard)    | 30              |
| USA Hot Dance Club Songs (Billboard) | 1               |
| USA Mainstream Top 40 (Billboard)    | 20              |

### Engelska originalcitat
1. ↑  Although I do imagine that this would be an okay song to make out to, all I intended was to write something sweet that reminded the listener of a time before complicated relationships, drama and heartbreak. I was writing about my youth, a time when we got closer by linking arms and walking down our school hallway, or talked all night on the telephone about every thought or experience we'd ever had. It wasn't necessarily even about hooking up or admitting your feelings back then. In fact, that rarely happened. It was the anticipation of something maybe happening that was truly exciting and satisfying. We were perpetually getting closer, yet we rarely got physical with one another, if ever. These relationships existed in a state of sexual and physical ambiguity.